# Gościniec (Dalechowice)
Gościniec – część wsi Dalechowice w Polsce położona w województwie świętokrzyskim, w powiecie kazimierskim, w gminie Kazimierza Wielka.
W latach 1975–1998 miejscowość administracyjnie należała do województwa kieleckiego.